# Nagelboom van Han-sur-Lesse

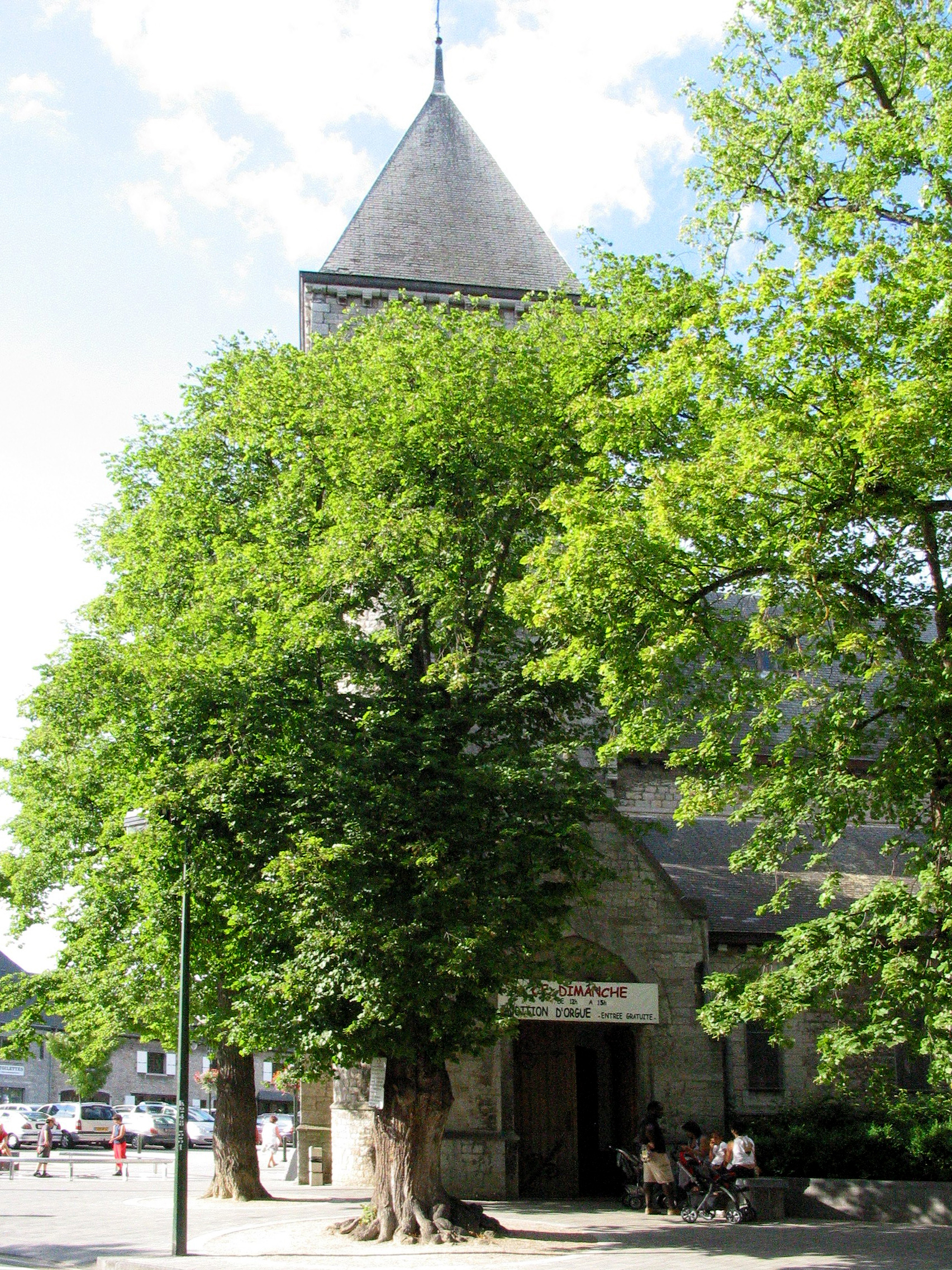
De spijkerboom voor de kerk

De nagelboom van Han-Sur-Lesse is een spijkerboom in Han-sur-Lesse in de gemeente Rochefort in de Belgische provincie Namen. De boom staat naast de Sint-Hubertuskerk in het dorp en draagt een bord met informatie. In de boom worden spijkers geslagen om genezing af te dwingen voor ziektes, en vooral om kiespijn te verlichten.
|  |  |